# Ornithopus sativus
Ornithopus sativus é uma espécie de planta com flor pertencente à família Fabaceae. 
A autoridade científica da espécie é Brot., tendo sido publicada em Flora Lusitanica 2: 160. 1804 (1805).

## Portugal
Trata-se de uma espécie presente no território português, nomeadamente os seguintes táxones infraespecíficos:
- Ornithopus sativus subsp. isthmocarpus - presente em Portugal Continental e no Arquipélago dos Açores. Em termos de naturalidade é nativa de Portugal Continental e introduzida no Arquipélago dos Açores. Não se encontra protegida por legislação portuguesa ou da Comunidade Europeia.
- Ornithopus sativus subsp. sativus - presente em Portugal Continental e no Arquipélago da Madeira. Em termos de naturalidade é nativa de Portugal Continental e introduzida no Arquipélago da Madeira. Não se encontra protegida por legislação portuguesa ou da Comunidade Europeia.